# What Women Want
What Women Want (bra: Do Que as Mulheres Gostam; prt: O Que As Mulheres Querem) é um filme de comédia romântica estadunidense de 2000, estrelado por Mel Gibson e Helen Hunt, dirigido por Nancy Meyers. Baseado em uma fictícia história de Josh Goldsmith, Cathy Yuspa e Diane Drake. O filme foi um sucesso de bilheteria, com uma bilheteria doméstica de 182 811 707 dólares e um total mundial de 374 111 707 dólares, contra um orçamento de 70 milhões de dólares.

## Sinopse
Após sobreviver a um grave acidente, Nick Marshall (Mel Gibson), um publicitário machista que trabalha em Chicago, misteriosamente passa a ter o dom de ler os pensamentos das mulheres. Inicialmente ele usa este novo poder para agradar sua chefe, Darcy Maguire (Helen Hunt), mas aos poucos começa a conhecer melhor a intimidade das mulheres e começa a mudar seu estilo de vida.

## Elenco
- Mel Gibson como Nick Marshall
- Helen Hunt como Darcy Maguire
- Marisa Tomei como Lola
- Bette Midler como Dra. J. M. Perkins
- Lauren Holly como Gigi
- Ashley Johnson como Alexandra Marshall
- Mark Feuerstein como Morgan
- Valerie Perrine como Margo
- Alan Alda como Dan Wanamaker
- Logan Lerman como Jovem Nick Marshall
- Eric Balfour como Cameron
- Delta Burke como

## Prêmios
Por sua interpretação de Nick Marshall, Mel Gibson foi nomeado para o Globo de Ouro para Melhor Ator - Comédia. O filme ganhou o ASCAP Award do ASCAP Film and Television Music Awards para "Top Box Office Films"—O destinatário era Alan Silvestri, que recebeu uma indicação ao Saturn Award de "Melhor Filme de Fantasia" da Academy of Science Fiction, Fantasy and Horror Films, EUA. Do The Blockbuster Entertainment Awards, Hunt venceu como Atriz Favorita em Comédia/Romance, Gibson foi nomeado para o Blockbuster Entertainment Award para Ator Favorito - Comédy/Romance, Mark Feuerstein recebeu a nomeação de Melhor Ator Coadjuvante Favorito - Comédia/Romance e Marisa Tomei recebeu a nomeação para Melhor Atiz Coadjuvante Favorita - Comédia/Romance. O filme também ganhou o Bogey Award em Platina dos Bogey Awards, Alemanha. Ele também foi nomeado para Melhor Elenco em Longa Metragem, Comédia da Casting Society of America, EUA. Ele recebeu o Golden Screen Award, Alemanha. Ele também recebeu uma indicação para Golden Satellite Award para Tomei por Melhor Performance de Atriz Coadjuvante, Comédia ou Musical, bem como uma nomeação para Ashley Johnson nos Young Artist Awards.

## Sequência
Cameron Diaz tem sido alvo de rumores para What Women Want, uma sequência comédia romântica escrita por Pete Chiarelli (The Proposal).

## Remake
Um remake chinês dirigido por Chen Daming e estrelado por Andy Lau e Gong Li e lançado em 2011.

## Na cultura popular
- A fotografia na parede do escritório de Mel Gibson é "Leigh Hennessy Flying", de Helen K. Garber.

## Certificação
O MPAA deu ao filme um PG-13 certificado, enquanto a BBFC deu-lhe um 12 certificado.

## Recepção
No site agregador de críticas Rotten Tomatoes, 54% das 124 resenhas dos críticos são positivas, com uma classificação média de 5,7/10. O consenso do site diz: "Mesmo que Gibson fizesse uma boa atuação em seu papel, What Women Want é uma comédia romântica macia, bastante convencional que não faz bom uso de sua premissa."